# Pteraspidokształtne
Pteraspidokształtne (Pterapidomorphi) – nadgromada lub gromada kręgowców z grupy bezżuchwowców (Agnatha). Obejmuje wyłącznie wymarłe tzw. ryby, które prawdopodobnie były spokrewnione ze szczękowcami. Uchodziły za denne ryby słodkowodne, jednakże obecnie uważa się, że były to zwierzęta zamieszkujące habitaty mórz. Nie posiadały szczęk, otwór gębowy był umiejscowiony na spodzie ciała. Płetwa ogonowa była heterocerkalna lub hypocerkalna, niekoniecznie musiały występować u nich płetwy parzyste. Niektóre były dobrymi pływakami. Posiadały dwie, osobne opuszki węchowe. Do Pteraspidomorphi wlicza się kilka grup kręgowców. Żyły w okresie ordowiku, syluru oraz dewonu. 

## Taksonomia

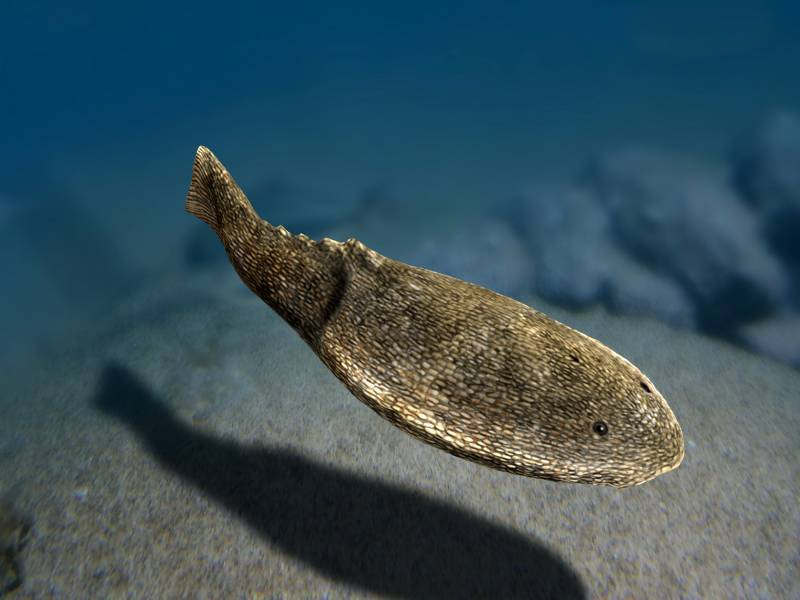
Heterostrak z rodzaju Lepidaspis

Takson ten wykreował Goodrich w 1909 roku. Obecnie klad ten klasyfikowany jest jako bezszczękowe ryby w randze nadgromady, aczkolwiek dawniej w niektórych publikacjach (Moy-Thomas, 1971) uznawane były za gromadę. Jeszcze inne źródła wyróżniają nadgromadę Pteraspidomorphi, a w jej obrębie gromadę o tej samej nazwie (jej synonimiczna nazwa to Diplorhina). Uchodzą za zróżnicowaną grupę kręgowców, które są zagnieżdżone w obrębie ostrakodermów (Ostracoderma), rozprzestrzenionych mieszkańców paleozoicznych ekosystemów.  
Poznanie relacji między bezszczękowcami (Agnatha) pozwoli na zrozumienie ewolucji kręgowców. Mimo że Heterostraci, grupa w obrębie Pteraspidomorphi, są badane od ponad 150 lat, relacje między organizmami z tej grupy są niepoznane. Uchodziły one za grupę parafiletyczną. Pteraspidokształtne są najbardziej zróżnicowanym taksonem, z ponad 110 gatunkami i 47 rodzajami w obrębie tejże jednostki systematycznej, chociaż według innych źródeł wewnątrz samych Heterostraci umieszcza się ok. 300 gatunków. Pteraspidomorphi uchodzą za bardziej zaawansowane ewolucyjnie niż osteostraki (Osteostraci, syn. Cephalaspidomorphi). W niektórych źródłach umieszczane są w ich obrębie również i telodonty (Thelodonti), co jednak podaje się w wątpliwość, podobnie jak uwzględnianie Heterostraci w tej kohorcie.
Analiza kladystyczna tej grupy jest problematyczna ze względu na układ i kombinację płyt kostnych u tych zwierząt. Taksonomicznymi różnicami są wymiary tych płyt, a te zwykle są zmienne. Cechy budowy są opisywane jako krótkie, wąskie, wydłużone itp.; te cechy anatomiczne bez ujęcia ilościowego albo punktu odniesienia nie powtarzają się. Zmienność morfologiczna taka jak ta jest trudna do przełożenia na znaczące i dyskretne cechy kladystyczne i często może prowadzić do nieinformacyjnego i mylącego kodowania cech; często okazy muzealne są słabo zachowane, brakuje też wielu danych. Cechy używane w analizach filogenetycznych niekiedy występują, a niekiedy nie.
W badaniach z 2022 roku autorzy wykazali, że Heterostraci oraz ordowickie Pteraspidomorphi są grupą siostrzaną względem wszystkich innych bezżuchwowych kręgowców, opierając się na metodzie największej parsymonii. Nie znaleźli jednak monofiletyzmu Pteraspidomorphi. 

### Podział systematyczny
Do tego taksonu współcześnie wlicza się: 
- Arandaspida Ritchie and Gilbert-Tomlinson, 1977
- Astraspida Berg, 1940 – astraspidy
- Eriptychiida Tarlo, 1962
- Heterostraci Lankester, 1868 – heterostraki.

Niektóre badania oraz encyklopedie proponują klasyfikowanie śluzic pod nazwą Hyperotreti wewnątrz Pteraspidomorphi.

## Występowanie
Okres ich występowania przypadał na czas ordowiku, syluru oraz dewonu (485,4–358,9 mln lat temu).

## Charakterystyka grupy

ilustracja Astraspis wśród mułu dennego

Długość ciała tychże kręgowców waha się od 10 do 200 cm, z czego głowa stanowiła 40–50 % całej długości ciała. 

Uchodzą za bardziej zróżnicowane aniżeli ich dalsi krewni, osteostraki. Pteraspidokształtne były bezszczękowymi rybami, które posiadały charakterystyczny wygląd. Wykazywały konwergentne cechy z rybami Galeaspida, Pituriaspida czy wspomnianymi osteostrakami. Przednia część ciała była opancerzona, okryta tarczą, na którą składały się płytki środkowe zwane p. grzbietową i brzuszną. Otwór gębowy znajdował się na spodzie głowy. Nad nim występowały rostra czy różne wyrostki (cornua), występowały one powszechnie u tych ryb. Płetwa grzbietowa i płetwy parzyste przybierały postać kolców; płetwy parzyste nie występowały u wszystkich taksonów; stwierdza się różnice w fenotypie tychże płetw. Płetwa ogonowa była niesymetryczna tzn. heterocerkalna albo (podawane w innych źródłach) hypocerkalna, w kształcie wachlarza. Stwierdza się poza tym system linii bocznej. Cechą szczególną u Pteraspidomorphi były dwie osobne opuszki węchowe, co uchodzi za cechę nową ewolucyjnie; razem z nimi musiały występować parzyste otwory węchowe, które mieściły się w przedniej części jamy gębowej.     

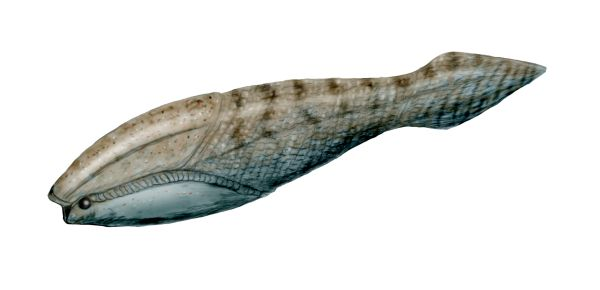
Grafika ukazująca Arandaspis

Miały zwykle wyłącznie jedną parę zewnętrznych szpar skrzelowych, lecz co najmniej kilka kieszonek zewnętrznych. Podobnie jak u Anaspida, płyty kostne nie zawierały rzeczywistych komórek kostnych, kostne pokrycie ciała miało strukturę bezkomórkową. Tymczasem, bezkomórkowa struktura kości ma charakter wtórny u Teleostei, powstaje ona bowiem z kości komórkowej.     

## Paleobiologia
Przez badaczy uznawane są za ryby denne, związane ze strefą nerytyczną. Początkowo uznawano je za zwierzęta słodkowodne, aczkolwiek współcześnie uważa się na podstawie danych paleontologicznych, jak i sedymentologicznych, że pteraspidokształtne zamieszkiwały przybrzeżne habitaty ekosystemów morskich, takie jak laguny, delty, bądź estuaria. Podczas gdy Arandaspida, Astraspida i Eriptychiida uchodzą za rzadkie wśród skamieniałości, heterostraki były pospolitymi zwierzętami. Przypuszcza się, że choć były to organizmy denne, niektóre były aktywnymi pływakami, bytującymi blisko powierzchni albo w kolumnie wody. Całkowicie zniknęły podczas wymierania dewońskiego (fran-famen).